# サミュエル・アダムズ
サミュエル・アダムズ（英: Samuel Adams、1722年9月16日（新暦9月27日） - 1803年10月2日）は、アメリカ合衆国の指導者、政治家、著作家、政治哲学者であり、アメリカ合衆国建国の父の一人である。アダムズは、イギリスに対する反抗に植民地人の支持を集める時の主唱者であり、アメリカ独立につなげた。また、アメリカ共和政治の原則を形作る者の一人となり、アメリカ政治文化を育てた。
アダムズはマサチューセッツのボストンに生まれ、宗教的にも政治的にも活動的な家庭で育った。ボストン・ラテン学校とハーバード大学を卒業すると、アダムズは実業家としての道を歩み始めたが、興味が持てなかったので政治の分野に転じ、大変影響力のある政治評論家および理論家となった。アダムズはイギリスの植民地支配に反対する論客の一人となって頭角を現し、植民地はイギリスの支配から脱して独自の政府を持つべきだという論陣を張った。アダムズは植民地人がその権利と自由を守ることを要求し、町の集会を開催して、1765年の印紙法のようなイギリス政府の植民地に対する課税政策について抗議文書の草案を書き上げた。アダムズはイギリスに対する抗議行動、例えば1773年のボストン茶会事件を組織化し、大陸会議に出席した。アダムズは第二次大陸会議で独立宣言の採択を主導した。
1775年にアメリカ独立戦争が始まり、1776年に独立を宣言すると、アダムズはジェイムズ・ボーディンや又従兄弟のジョン・アダムズとともにマサチューセッツ憲法の作成を助けた。その後、連合規約の原案作成を支援した。独立戦争が終わると、第1回アメリカ合衆国下院選挙に打って出たが落選した。1789年にマサチューセッツ州副知事となり、1793年にジョン・ハンコックが死去すると知事になった。1794年1月の知事選でも選ばれ、1797年6月までその地位にあった。その後アダムズは政界を引退し、6年後1803年10月2日に死去した。

## 生い立ちと青年時代
アダムズは1722年9月16日 に、メアリー・ファイフィールドとサミュエル・アダムズ夫妻の10番目の子供として生まれた。アダムズの兄弟は短命で3歳まで生きたのはアダムズが二人目だった。母メアリーは、実業家リチャード・ファイフィールドの一人娘であり、父のサミュエルは教会の助祭で、二人は9年前に結婚しボストンのパーチェイス通りに建てて間もない家に入った。アダムズの両親は敬虔な清教徒であり、オールドサウス・コングリゲーション教会との結びつきが強く、1715年に教会堂を建てる時も協力した。
アダムズの幼年時代は母親と姉のメアリーの影響を強く受けた。二人とも信仰が深かった。アダムズの父親がおそらく少年のアダムズに強い影響を与えて育てた。ボストンでも影響力の大きな人であり、町の多くの事柄で重要な役割を演じていた。植民地議会の一員であり、多くの政治的組織や会合にも顔を出していた。アダムズ助祭は政治に関して議論好きであり、イギリス政府の植民地政策に対する行動的な姿勢をとった。アダムズは権威があり、伝統があり、ハーバード大学との結びつきが強いことで知られるボストン・ラテン学校に入った。アダムズは勉強好きであり、ギリシャ文学やラテン文学に深い興味を示した。このことは後の彼の著述にも役立った。宗教的なしつけの結果として、アダムズは教会の活動と教区民に与える影響について特別の興味を抱いた。アダムズは自分でも語る言葉で影響を与えたいと思い、将来は牧師になろうと考え始めた。
1736年、アダムズが14歳の時、ハーバード大学に入り神学を学び始めた。ハーバードでのアダムズは次第に政治と政治学に興味を移し始めた。1740年に学位を取得した後も大学院で研究を続けた。アダムズは植民地人の権利とイギリスのアメリカ支配について政治的信条を形成していった。この時期にアダムズはジョン・ロックの著書「統治二論」に特に影響を受けた。そこではイギリスの1688年名誉革命でジェームズ2世を排除しオランジュ公ウィイリアムを王位に就けたことを正当化していた。ロックの著書によれば、人間は生まれながらにして「生き、健康であり、自由であり、所有する」自然権を持っているとしていた。政府は人民の権利を守る義務があった。ロック他の政治学理論に魅了されたアダムズは修士論文で「国家が保護してくれないとすれば、執行官に対する反抗は法に適っているや否や」と書いた。
アダムズがハーバードで修士号を取ると、母親は聖職者になることを希望し、父親は法律を学ぶよう希望していた。アダムズは教会の牧師チェクリーの娘エリザベス・チェクリーと交際を始めていた。アダムズの母親はこの交際を認めていた。アダムズは将来の職業を決めかねていたが、父親の助言で商業実務の世界に入った。父親のアダムズ助祭は自分の息子に後を継がせる代わりに、トマス・クッシングの会計事務所を息子に紹介した。アダムズは実業の世界に特に興味を抱かず、同僚が抱いているような実業に対する信念を示せなかった。実業はアダムズの向いている方向にはないと予感したクッシングはアダムズに「実業家を育てようと考えているのであって、政治家を育てるつもりはない」と言ってクビにした。その後、アダムズの父親がアダムズに1,000ポンドを与えて自分で事業をやってみろと言った。アダムズは直ぐに金に困っていた友人にその半分を貸したが、返しては貰えなかった。アダムズは残りの金を散財してしまった。アダムズの父親はパーチェイス通りでやっていた家業の醸造所にアダムズを雇った。アダムズはボストンの通りで麦芽を運ぶ姿を見られて「麦芽職人のサム」と呼ばれることがあった。この時にアダムズは初めて選挙に出て、1746年にボストン市場の事務官の一人に選ばれた。アダムズはマサチューセッツ州議会の未来の議員2人のために働くことになった。

## 政治記者の開始
1748年1月、アダムズは父親の了解を得て、数人の友人と週刊の公的論評紙「ザ・パブリック・アドバタイザー」を創刊した。新聞の内容は専らホィッグ（愛国者）の立場に立った社説や論評を掲載した。紙面の表紙は木版画でフランス人の腕に紐で結ばれた鳥をブリタニアが放している絵が描かれた。紙面には「人類の権利と自由について論評しそれらを守る者ならば何にでも解放する」と書かれていた。
この出版によってアダムズはイギリス議会への反対意見と、イギリス議会がアメリカ植民地人の権利を制限することにおいてその限界を越えているという信念を説き始めた。その誌面に載せた文章では、扇動は人々の不安定な感情から起こっているとし、「それは弱く、熱を帯びており、病気なのだ。荒々しく不自然な活力なのだ。それ自体長続きはせず、しばしば不幸な患者を殺してしまう」と書いた。
アダムズは「市民は高い地位にある人に対する尊敬の念や指導者に対する賞賛を追い求めようとはすべきでない」と述べ、「これは多くの人を依存や服従の状態に追い込んでしまう」 とも述べた。アダムズは続けて「人々は規約を信じるべきであり、命令する指導者を信ずべきではない。それ故に、誰でも規約に反する政府の考えを注入しようとしたり、あるいはいかなる程度においても規約を超越したり弱めようという手段に目配せするような者は、忠義のある者ではない」 とした。
アダムズは、1691年のマサチューセッツ憲章が、イギリスの憲法が容認しているよりもはるかに多くの自由を社会が満喫できるように定めているという信念について強い確信を示した。アダムズは「我々の価値ある憲章はすべてのイギリス人の自由を保障している。それ以上にそこに住む通常の人々が持っていない付加的な特権をも我々は持っている」 と述べている。
この憲章を手引きとして、アダムズとその仲間は時の知事ウィリアム・シャーリーの罷免を要求した。彼等は、マサチューセッツ知事はこれまでしてきたような権力を持つべきではない、なぜならイギリス国王ですらそのような権力は持っていないと主張した。アダムズは「イギリス国王が貴族院議員と呼ばれる上院議員を『否定』も『止める』こともできないのであれば、植民地の知事は植民地にそのような影響を及ぼしてはならない」 と述べた。
アダムズは新しい自由はアメリカに渡った清教徒巡礼者（ピルグリム・ファーザーズ）から生まれた成果だと記した。アダムズは、人々が自身の幸福について知っており、それを改良するやり方が分かっているならば、自分たちの政体においてまた享受する自由において言葉に出せないぐらい幸福であるべきだと宣言した。
アダムズはその政治評論の中で、古代ローマや古代ギリシャに関する知識を使い、ニューイングランドがその清教徒の価値を捨ててしまえば、起こるであろうとものの例としてローマ帝国の衰退を上げている。ローマ帝国の絶頂期が清教徒のニューイングランド入植の日に重なるとした。

この政治的啓蒙の時代に、アダムズは個人的な悲劇に見舞われた。1748年3月にアダムズの父親が死亡した。原因は不明である。ボストン・インデペンデンス・アドバタイザー紙にその死亡記事が載った。
| 「 | 彼はこの地の人々の市民的また宗教的な興味を理解し追求する人であった。本当のニューイングランド人であり、正直な愛国者であった。 | 」 |

アダムズは家業の醸造所を継いだだけでなく、父親の農園についても、結婚したばかりの姉メアリーと町の市場の事務員をしていた弟のジョセフとで3分の1ずつを相続した。アダムズの父親は数年前に彼に貸し与えた1,000ポンドも「私の死後は息子に与えた負債から彼を放免するのが私の意志だ」と言って帳消しにした。アダムズは残っている息子としては年長であったので、パーチェイス通りの醸造所を含め、父親の事業を遣り繰りしていく責任を持たされた。
数年間の交際期間を経て、アダムズはエリザベス・チェクリーに求婚し、1749年10月17日にチェクリー牧師の家で結婚式を挙げた。翌年の9月に長子が生まれサミュエルと名付けたが、わずか18日で死んでしまった。1751年10月16日に再度息子が生まれ、この時もサミュエルと名付けた。今度の子は健康に問題は無かった。まる2年後にもう一人の息子ジョセフが生まれたが、生まれた次の日に死んだ。さらにその1年後、初めての女の子メアリーが生まれた。しかし、メアリーは3ヶ月と9日しか生きられなかった。18ヶ月後に次の娘ハンナが生まれ健康に育った。1757年7月、エリザベスは死産し、病気になった。エリザベスは1757年7月25日、32歳で亡くなった。
この時期に、アダムズは父の遺産の管理に失敗し、債権者が彼の家を差し押さえようとするまでにしてしまった。1760年、アダムズは破産し、土地の徴税係をやって生活の糧を稼ごうとした。しかし、その数年後、負債は8,000ポンドにもなった。アダムズは自身を「貧乏を誇りとし、自分自身を金を軽蔑し国のために捧げた古代ローマ人の一人」に擬えた。1761年、妻の死から4年経って、アダムズはエリザベス・ウェルと出会った。ウェルは家族付き合いをしている友人の娘であり、アダムズとは18歳も年が離れていたが、それでも交際を始めた。

## 独立戦争前の政治活動
1761年までにアダムズはボストン町民会議の積極的な一員となっていた。間もなくアダムズは「ホイッピングポスト・クラブ」とボストン南縁幹部会議にも参加した。この組織は選挙で選ぶ吏員の候補者を推薦する力があった。アダムズはまず植民地課税に対する運動で中心人物となった。インドの様な突然の領地拡大やフレンチ・インディアン戦争の戦費で増大した負債の支払いのために、イギリスは植民地を歳入の拡大源と見ていた。1764年4月5日、イギリスの第一大蔵卿ジョージ・グレンヴィルは議会で砂糖法を通過させた。当初はボストンを始め植民地からは表だった抗議が無かった。税金は既に商品価格に盛り込まれており、税の多寡に関する関心の欠如に導くことになった。しかし、アダムズは砂糖法自体と彼がイギリスの不当な行動として認識しているものに対して民衆が声を上げないことに愕然とさせられた。アダムズはマサチューセッツ議会のボストン選出代議員であるジェイムズ・オーティスとオクセンブリッジ・サッチャーの2人と会見した。アダムズは砂糖法が植民地人の権利を侵害しており、この動きが植民地の同意なしに行われるべきではないことを2人に分からせようとした。アダムズは抵抗も無しにいることが更に課税を強化し、更に役人が増え、植民地議会を無用のものにすると信じていた。

アダムズは町民会議で彼の意見の支持者を増やし続けた。最終的にボストン市民の多くの支持を得て、マサチューセッツ議会で税に抗議するために4人からなるボストン代議員に渡す指示書を整えるよう指名された。アダムズは指示書の中で、議会は何故この法律がイギリス自体にとっても有害となるか十分な理由を見つけるべきこととした。アダムズはこの税金がアメリカ植民地人の自由を直接攻撃していると示唆した。
| 「 | 我々の交易に課税されるのならば我々の土地はどうなのか？ 我々の土地から生み出されるものは、所有する者は、それを使って作るものは？ この法律は我々の憲章に謳われている治める権利、自身に課税する権利を無効にするものと理解する。これは我々が決して奪われることの無かったイギリス人としての権利を侵すものである。 | 」 |

アダムズが書いた指示書はイギリス議会が植民地に課税する権利に疑問を投げかける最初の公的文書となった。
 
この文書は、イギリスに対してアメリカ植民地の団結を呼びかける最初のものともなった。ジェイムズ・オーティスや彼の側近と共にアダムズの指示書は新聞やパンフレットの形で出版された。オーティスはアダムズの指示書を議会で公表し1764年7月14日に議会承認を得た。議会はイギリスの行動を議論する公式会議の提案も行ったが、マサチューセッツ総督フランシス・バーナードによって議会が閉鎖された。バーナードはマサチューセッツ憲章で認められている権限を使って議会を閉鎖し、砂糖法に対する抗議を防止できると期待していた。バーナードのこの行動にも拘わらず、アダムズの指示書は植民地中に広まり、植民地課税に対する戦いの基本となっていった。ボストンではアダムズが土地の商人を説得して、輸入されたイギリス製品のボイコットをさせていた。12月6日、3年間の交際を経て、アダムズはエリザベス・ウェルと結婚した。
1年後に新しい税法、印紙法が提案された。この法は書籍を除く政府文書や他の印刷された文書に政府の印紙を貼ることを要求するものだった。この印紙法の知らせが植民地に届いたとき、非難の嵐が起こった。アダムズはイギリスの植民地に対する課税政策に抗議しアメリカ植民地人の「かけがえのない権利と自由」の防衛意識を高揚する文書の作成にかかった。アダムズは再びオーティスのもとに出かけた。二人は他の植民地代議員と協力してこの法律を議論する印紙法会議を作った。フランシス・バーナードが1765年5月に議会を再開すると、オーティスは印紙法会議を手段にしてイギリスに対する植民地の結束を訴える議案を提出した。マサチューセッツ議会がこれを承認し、印紙法会議への招待状が各植民地会議議長に発送された。当初その招待にはニュージャージーやニューハンプシャー議会から辞退の返事が届いた。しかし、サウスカロライナが法の審議のためにマサチューセッツに加わることを決めると、他の9植民地が続いた。会議は10月に開催された。印紙法会議では多くの決議が行われ、イギリス国王ジョージ3世と議会に対して請願書を書き上げた。一方、11月に効力を発揮することになる印紙法に対し、植民地で多くの抗議行動が起こっていた。ボストンを中心としたデモ行動がバーナード総督の注意を引いた。抗議が激しくなることを予測したバーナードは印紙法がマサチューセッツには適用されるべきでないと述べた。オクセンブリッジ・サッチャーが死ぬと、アダムズはその欠員を補う選挙に打って出た。最初の投票は接戦であったために無効となり、2回目の投票でアダムズは265対18の大差で選ばれた。

 
アダムズはボストン町民集会でもマサチューセッツ議会でも尊敬される指導者となった。アダムズの決議文は、植民地に対するイギリス議会の権威について公然と反論するものであった。
| 「 | 我々の植民地議会以外の力で作られた住人に税を課すあらゆる法律は、我々イギリス臣民の持って生まれ不可分の人権を侵し、我々の憲章の最も価値ある宣言を無効にするものである。 | 」 |

アダムズは議会に出てその決議文の承認を求めた。議会はアダムズの声明を決議し、マサチューセッツ決議として知られるものになった。この頃の多くの政治活動の結果、トマス・ハッチンソンのようなイギリスよりの指導者達は、アダムズがマサチューセッツ議会を牛耳っていると感じ始めた。マサチューセッツ決議に対するイギリスの反応は前向きのものとはとても言えず、決議を「ひと組の野卑な熱血漢のたわごと」として無視するものであった。予想通り、印紙法は1766年11月1日より発効となった。アダムズが予想していたようにボストン中に抗議の声が上がり、イギリスの商人達は印紙法の撤廃を求め始めた。アダムズはイギリスの人々にも彼の支持を求めた。アダムズは税金が植民地経済に害となり、将来多くのボイコットが交易関係を損なうと主張した。遂にイギリスの商人達がジョージ3世とイギリス議会を説得してこの税法を撤廃に追い込んだ。1766年5月16日、撤廃の知らせがボストンに届いた。町中がお祭りとなり、アダムズはイギリス商人達の努力に感謝の声明を発した。同じ月のマサチューセッツ議会議員選挙で、アダムズと、オーティスおよび、トマス・クッシングが再選され、ジョン・ハンコックが新たに選ばれた。
2年後、アダムズはマサチューセッツ議会の公式声明となることを目ざした随筆を書いた。この随筆では、植民地の力、自由、地方自治、立法府の一時停止などを論述した。議会はその随筆を慎重に吟味し、修正を加えた。多くの審議の後の1768年1月12日、議会はその声明を承認し、国王と内閣に送付された。アダムズはこの時、アメリカの方針を現す回状を書いて各植民地の承認を求めようと決めた。1月21日、アダムズは議会の支持を求めたが、議員の間に不安になる者が増えており結局その計画を投票で廃案とした。アダムズは仲間の代議員を回って回状に対する支持を求めた。2月4日に行われた投票では圧倒的多数で可決された。植民地の回状に対する反応は前向きであり、その結果マサチューセッツ請願と共にロンドンでトマス・ホリスによって出版された。ホリスはアメリカを応援するイギリスの出版業者であり、「アメリカの本当の感情」の題でこれらを世に出した。この出版はアメリカでもイギリスでも多くの読者に衝撃を与えた。イギリスはこれが反逆行動であると感じ、「陸軍と艦隊を送れ」 という叫びになった。1768年5月イギリスはボストンに軍隊を派遣した。
アダムズが繰り返し唱えた人民の「固有で不可分の権利」 は共和主義の中核となる要素になった。アダムズは1774年まで議会の事務官としての活動を続け、その中で様々なイギリス政府の立法に対する抗議文書を作る責任を任された。イギリス軍のボストン駐在は、アダムズの組織した非輸入協会の様な抗議行動で悪化し、1770年のボストン虐殺事件（この命名はアダムズによる）に繋がった。この事件の後、アダムズは町民集会で議長を務めて請願書を起草し、総督代行のトマス・ハッチンソンに提出して、ボストンから2個連隊を排除するよう要求した。ハッチンソンは初め、臨時の総督という立場にあることで、この問題には何の責任も無いと表明したが、後に1個連隊は動かすという意志を表明した。集会が再招集され、アダムズは5,000名以上の聴衆を前に「2個連隊か無かだ」という断固とした声明を発した。戦争になることを恐れたハッチンソンは2個連隊をボストン港にある島の古い砦、キャッスルアイランドに移した。この連隊はそれ以後のイギリス議会では「サム・アダムズの連隊」として知られることになった。
1772年、判事の給与は植民地議会ではなくイギリス政府によって支払われるという宣言がなされ、ボストンの人々がこの問題を再考するための特別議会の開催を求めたが、ハッチンソンが拒絶した。アダムズが通信委員会の仕組みを発案したのはこの時である。マサチューセッツの町々は委員会の通信網を通じてイギリスの行動を記録した伝言を送り政治問題に関する相談をすることになった。この考え方は技法的にイギリスの法律に則っていたが、事実上の植民地政体の形となった。この仕組みが13植民地でも採用され大陸会議を生むことになった。

### ボストン茶会事件
アダムズは、1773年の茶法に対し12月16日のボストン茶会事件の組織化を助けた。茶法とは、東インド会社に対し、その他の輸出業者であればかけられるはずの関税なしでアメリカに輸出することを認める法であった。ボストン茶会事件の数ヶ月前、アダムズは茶税について、いかにそれが「植民地の交易を破壊し、（イギリスの）国家歳入を増やすか」を警告する回状を執筆し他の植民地に回していた。以前の時とは異なり、植民地の茶法に対する反応は一つだった。通信委員会は共通の目的で戦う植民地をまとめるために大きな効果があった。自由の息子達のメンバーが事態の解決を図る過程で音もなく加わるようになった。このグループにはアダムズやジョン・ハンコック、ジェイムズ・オーティス、ジョン・アダムズ、パトリック・ヘンリー、ポール・リビア、ジョセフ・ウォーレンなど著名な指導者がいた。彼らはイギリスの規則に反抗し、1770年代初期の多くの抗議行動や民衆暴動に責任を持っていた。アダムズは自由の息子達のメンバーと家や集会所で会合を持ち、事態の解決にあたった。10月5日に開かれた会合で、フィラデルフィアで紅茶の仲買人を辞めさせる決議を行ったことに対し、賛成するかどうか投票を求めた。ボストン市民はその方法を支持することに賛成票を投じた。アダムズは他の町にも行って、茶法に対するボストンの反対案を支持するかどうかを尋ねた。アダムズは満場一致で賛成の答えを得た。11月28日、東インドの紅茶114箱を積んだ貨物船ダートマスがボストン港に停泊していた。イギリスの法では、20日以内に積荷を降ろし、代金を受け取ることとされていた。翌日アダムズはファニエル・ホールで町民集会を開き決議を提案した。その決議は、紅茶は輸入関税を払うことなくイギリスへ送り返されるべきということになった。決議は満場一致で可決された。
25名の男が指名されて紅茶の荷下ろしを妨げるべく船を監視することになった。紅茶の仲買人にはトマス・ハッチンソンの息子2人が入っていたが、紅茶を送り返す権限は無いと主張した。彼らは紅茶を倉庫に保管して販売できないようにしておくと言った。新たな決議案、紅茶はボストンの倉庫に保管されるのではなくイギリスに送り返されるべきということが町民集会に提案され、また満場一致で可決された。その後さらに2隻の貨物船エレノアとビーバーが紅茶を積んでボストン港に到着した。ハッチンソンはキャッスルアイランドに大砲を据えるよう命令を発し、港に停泊する3隻の船から紅茶を移動しようとする者の出現に備えた。12月16日、イギリス海軍の戦艦がボストン港に並び、紅茶の貨物船の警戒に就いた。アダムズはこの日にもう一度集会を開催し、ボストン市民がとることのできる代案を議論した。このとき出された案は、非合法で紅茶を廃棄するか、イギリスの植民地法に従うかというものだった。アダムズは集会を進めていくうちに戦いを諦めるほうはないと思った。「今夜、ボストン港をティーポットに」という叫び声が起こり、これを聞いた者はそれが秘密の指令であり、すべては秘密に巧まれた作戦であることが分かった。80人の男達がモホーク族インディアンの扮装をし、3隻の船に乗り込んだ。約3時間にわたって、男達は342箱の紅茶を海に投げ込んだ。
ボストン茶会事件の後の植民地の反応は大陸会議の開催を急がせるものだった。マサチューセッツ議会が1774年6月17日にセイラムで開催されたとき、アダムズはドアに鍵を掛けて、大陸会議に送る植民地代表団の結成を促した。王党派の議員は病気を口実に会議を抜け出し、直ぐに議会を解散する礼状を発した知事の所に行った。しかし、この議員が議場に戻ってみると、ドアに鍵が掛かっていて入れず何をすることもできなかった。アダムズは、耐え難き諸法に対して起草され、9月に採択されたサフォーク決議の提案者の一人となった。

### 大陸会議

アメリカ独立宣言案を大陸会議に提出する場面、 左側に座っている第1列の足を組んでいる者の右隣がアダムズ（ジョン・トランブル画『独立宣言』）

1774年9月、フィラデルフィアで開催された第一次大陸会議の植民地代表の一人にアダムズが選ばれた。会議の席で、アダムズは独立を主張する最初でしかも最も声の大きな者の一人となった（1775年にイギリス軍のトマス・ゲイジがマサチューセッツの反逆者に対して発した恩赦からはアダムズとジョン・ハンコックのみ外されていたことは特筆に値する）。アダムズは第二次大陸会議でもマサチューセッツ代表となり、1775年5月から1781年まで会議かつ戦争委員会 などの推進者となった。
アダムズの経歴の中での頂点は、1776年にアメリカ独立宣言に署名した時であった。この後アダムズは、強い中央政府を警戒し連合規約に体現される、分権的政府の考えを発展させ採択させる主導者となった。アダムズは連合規約にも1777年に署名した。アダムズと見解を同じくした他の者と同様に、ジョージ・ワシントン将軍と大陸軍それ自体を疑い毛嫌いしていた。アダムズは、軍隊には「怠け者と臆病者...酔っぱらいの将軍」 ばかりだと言った。さらに「アメリカの罪は軍隊を維持していることによって罰せられる」とも言った。アダムズは1781年まで大陸会議で活動し、この年マサチューセッツ議会議員に選ばれた。アダムズはマサチューセッツ議会議長を1年間務めた他、1788年まで議員であった。

## マサチューセッツ州での政治
アメリカ合衆国憲法が起草されたとき、アダムズは強い中央政府に反対する一派、反連邦主義者とみなされていた。アダムズは、連邦主義者が政府を弱くしてしまったと思っている連合規約のもとよりも中央政府の性格がよくなっていると考えた。アダムズは政治的色彩から見れば他の者よりもやや中道であった。アダムズの同年輩の者がアダムズの見解に即して「最後の清教徒」と渾名を付けた。
1786年8月にシェイズの反乱が始まった後で、アダムズはジェイムズ・ボーディン知事が反乱軍を鎮めるために4,000名の民兵を送る判断を下したことに、知事を支持する表明を行った。この反乱は高い税金や負債に怒った多くの小農を集めてダニエル・シェイが指導したものであった。武装した反乱者はマサチューセッツ中の債務者裁判所を閉鎖した。この反乱がアメリカ独立戦争の後で新国家が経験する問題を解決する試みであると信じていた多くの国家指導者達が反乱の行方を見守った。マサチューセッツ議会議長のアダムズは農夫の反乱に対する声明文を起草した。
それに続く数ヶ月の間で、大陸会議はアダムズが主唱者の一人であった連合規約を改定する考えを承認した。1787年5月25日から9月17日まで開催されたフィラデルフィア会議では、「連邦主義」の考えに基盤を置くアメリカ合衆国憲法が起草された。憲法草案が批准を求めて各州に送られると、アダムズは「各州の尊厳という概念が失われるに違いない」と述べて、草案に反対する意志を表明した。330人の代議員の間で数ヶ月におよぶ議論が交わされて草案を批准するかを決する時になると、アダムズは権利章典が追加されるという条件で、憲法を支持することに同意した。憲法の批准はわずか16票という僅差で可決された。その後アダムズは健康を患い、国家レベルではなく地方レベルの政治で小さな役割に徹しようと決めた。一年後、アダムズは最初のマサチューセッツ憲法を起草する会議のメンバーになった。
1788年1月アダムズの息子、サミュエル・アダムズ・ジュニアが死去した。サミュエル・アダムズ・ジュニアは、アダムズや又従兄弟のジョン・アダムズの仲間の愛国者であり友人でもあったジョセフ・ウォーレン博士のもとで医学を学んだ。ジョージ・ワシントン将軍の軍隊で外科医として入る予定もあった。息子の死は年老いたアダムズにとって衝撃となった。
アダムズはアメリカ合衆国議会第1回選挙で下院に立候補したが、連邦党のフィッシャー・エイムズに敗れた。しかし、1789年にマサチューセッツの副知事には選ばれ、1793年10月8日、ジョン・ハンコックが死ぬと、知事代行となった。一つの物議がアダムズの注意を引きつけた。それはボストンで公衆劇が許されるかというものだった。1790年、議会はボストンの劇場に公演を禁ずる法を発した。その後数年間ボストン市民は法の撤廃を求め続けていたが、アダムズは「古い体制の市民」と行動を友にし、撤廃に反対してファニエル・ホールでの論争でも戦った。結局法は撤廃された。劇場が開かれるとハンコック知事は俳優達の一隊を舞台で逮捕させた。最終的に事態は議会で解決され、ボストンでの公演が認められた。
1794年アダムズはウィリアム・クッシングと争った知事選で3分の2近くの得票率で勝ち、州知事となった。アダムズの就任演説では、州政府で受動的な立場を取り、州議会の決議に従うとした。翌年、アダムズは6月24日に連邦議会上院で3分の2以上で可決されたジェイ条約に反対する批評を書いた。ジェイ条約とは、アメリカ独立戦争の後も引きずっていた多くの問題に解決を図るものであり、合衆国領土にある砦からイギリス軍を撤退させること、イギリス軍が戦争中に捕獲したアメリカの船に対して補償を要求することが含まれていた。更にこの条約ではイギリスとの貿易において最恵国待遇を与えることをうたっていた。このことはフランスを支持するアダムズやトマス・ジェファーソンのような者と折り合いの難しい問題であった。アダムズのこの問題に関する断固たる態度は、連邦党とも相容れないものであったが、ジェファーソンやジェームズ・マディソンのような共和派には受けが良かった。同じ年にアダムズは、連邦党の追い落とし努力にも拘わらず、圧倒的多数で知事に再選された。1796年、アダムズはアメリカ合衆国大統領選挙に打って出たが、15人の選挙人を獲得しただけで5位に終わった。
アダムズは知事を1797年まで務め、その後引退してボストンの家に戻った。老年に入ったアダムズは脳性麻痺あるいはパーキンソン病に似た症状を患い、署名が必要なときは娘のハンナが代行した。アダムズは1803年10月2日81歳で死んだ。亡骸はボストンのグラナリー墓地に葬られた。

## 評価
アダムズはアメリカ合衆国の歴史の中でも議論の多い存在である。2006年に出版されたアダムズの伝記「サミュエル・アダムズ。アメリカ独立戦争の父」では、歴史家のマーク・パルスがアダムズを評して、「独立戦争前の政治的先見の明ある指導者、トマス・ジェファーソンによって『自由の父』と言われ、当時の仲間からはアメリカ独立戦争の父と言われた」と記している。アダムズの死後、又従兄弟のジョン・アダムズは次の様に述べた。
| 「 | サミュエル・アダムズという人がいなければ、アメリカ独立戦争の本当の歴史は書かれない。50年の間、彼のペン、彼の舌、彼の行動が報酬を求めることもなくこの国を常に衝き動かした。 | 」 |

サミュエル・アダムズは又従兄弟のジョン・アダムズにボストン新聞を書かせることで政治の世界に引き込んだ。ジョン・アダムズはその日記の中で、サミュエル・アダムズのことを「やりたい事についてはいつも人当たりが良くて、かつ慎重であったが、決まった事については確固として、厳格で曲げなかった。」と記した。アダムズは13植民地を連帯させるために必要な地道な仕事をやり続けた。独立戦争前、愛国的アダムズは指導者としてまた戦略的かつ影響力のある政治記者として浮上してきた。1764年からアダムズは仲間の植民地人を説得してジョージ3世に対する忠誠から離れ、イギリスの支配に対して立ち上がるために奮闘した。アダムズはイギリス議会がアメリカに対して法的な権利を持っていないと主張した最初の者であった。アダムズは革命の目的と概念を伝えるために報道機関を使うという戦略では先駆者であった。歴史家で政治家のジョージ・バンクロフトの記念的著作となった『アメリカ大陸の発見から始まるアメリカ合衆国の歴史』の中で、バンクロフトは「戦争に至る道程の中でアダムズ程民衆の心に影響を与えた者はいない」と述べている。アメリカの哲学者で歴史家のジョン・フィスケは、国の基盤を造ったという重要さでアダムズはジョージ・ワシントンに次ぐ存在だとした。
さらに多くの伝記作者や歴史家が、アダムズはアメリカ合衆国が独立国家となった後は国家の政治に大きな役割を果たさなかったとして見過ごしてきた。アダムズの指導者としての記録を精査すると、アダムズを否定的に見ることになってきた。著述家ラルフ・V・ハーローの1923年に著した伝記「サミュエル・アダムズ - アメリカ独立戦争の推進者:心理学と政治に関する研究」では、アダムズをアメリカ独立運動の熱狂者であり、布教者であると言っている。ジョン・C・ミラーの1936年の伝記、「サミュエル・アダムズ:情報宣伝の先駆者」でも同じような見解が述べられている。より新しい作品では、ラッセル・カークの著書「アメリカ秩序の根源」ではアダムズが独立運動を通じて自身の政治的大望を果たした情報宣伝家とし、生まれついての民衆扇動家とした。
歴史家ポーリーン・マイアーは、1980年の伝記「古き革命家:サミュエル・アダムズの時代の政治的生活」の中で、アダムズは「偉大な扇動家」でも革命の主唱者でもなく、まして群衆の指導者でもなかったという議論を投げかけた。マイアーは、権威に対する抵抗で厳しい拘束を課されたイギリスの伝統的な革命にしっかりと基盤を置く中庸的な立場をアダムズが採ったと言っている。この考え方は憲法で保障される権利への脅威に対する時のみ力を強く正当化するので、「民衆の総体」が危険を認識し、結局改革のための平和的な手段が失敗してきたとした。伝統的な革命の範疇では、抵抗は基本的に保守的なものであり、アダムズが1748年に愛国者の忠誠心の「真の目的」として、「良い憲法とは圧制や無法をすべて糾弾するもの」と述べたことを守ることが意図されていた。アダムズが、それ以前のイギリスの著述家のように「法に反する力」を追求する役人を攻撃したのは扇動でも反抗でもないのだとしている。
ワシントンD.C.にあるアメリカ合衆国議会議事堂の国立彫像ホール・コレクションには、マサチューセッツ州を代表する者としてアダムズの大理石像が置かれている。
地元出身のアダムズにちなんで、ボストン・ビール社 (Boston Beer Company) が1985年に「サミュエル・アダムズ」と命名した地ビールを発売し、後に全米にまで販売が拡大された。現在に残るアダムズの痕跡の一つである。